# Partido Político Cristiano Europeo
El Partido Político Cristiano Europeo (ECPP), antes conocido como Movimiento Político Cristiano Europeo (ECPM), es un partido político europeo que une a los partidos nacionales de toda Europa que comparten la política democristiana. Los partidos miembros son generalmente más conservadores y euroescépticos que el Partido Popular Europeo. El ECPP une ideas del conservadurismo social, el tradicionalismo en la familia, la protección del cristianismo en la Unión Europea y los derechos humanos.
El partido fue fundado en noviembre de 2002 en Lakitelek, Hungría y eligió a su primera junta directiva en enero de 2005, registrándose en los Países Bajos en septiembre de 2005. El primer presidente del ECPP fue Peeter Võsu del Partido de los Democristianos Estonios. El partido cuenta con diecisiete partidos miembros de pleno derecho en ocho países de la Unión Europea y seis del resto de Europa, así como personas a título individual, que suman representación en 10 Estados miembro de la Unión Europea.
El Partido Político Cristiano Europeo tiene tres diputado al Parlamento Europeo para la legislatura 2014-2019: Peter van Dalen de la Unión Cristiana (CU) de los Países Bajos, Bas Belder del Partido Político Reformado (SGP) también de los Países Bajos, y Branislav Škripek de Gente Común de Eslovaquia. Los tres diputados forman parte del Grupo de los Conservadores y Reformistas Europeos, junto a los partidos de la Alianza de los Conservadores y Reformistas Europeos.

## Historia
El Partido Político Cristiano Europeo comenzó a crearse en noviembre de 2002 cuando los representantes de los partidos políticos de más de 15 países decidieron examinar nuevas posibilidades de la política democristiana en Europa en la conferencia "Por una Europa cristiana" en Lakitelek, Hungría. Esta conferencia dio lugar al movimiento con partidos de fuera y dentro de la Unión Europea.
En 2003, el ECPP adoptó ocho principios básicos en la declaración "Valores para Europa" en Lakitelek que da forma a la visión y objetivos del partido, mientras que en enero de 2005, en una reunión en Tallin (Estonia), el partido eligió su primera junta directiva, que fue encabezada por Peeter Võsu del Partido de los Democristianos Estonios.
El 15 de septiembre de 2005, el ECPP se registró oficialmente con los estatutos como una asociación de pleno derecho en Países Bajos y en 2010 fue reconocido oficialmente como partido político europeo por el Parlamento Europeo, tomando por primera vez parte de las elecciones europeas en las celebradas en mayo de 2014.

## Principios
El Partido Político Cristiano Europeo trabaja en una amplia variedad de temas y asuntos, desde económicos a sociales, siempre desde el punto de vista democristiano. Los partidos se centran, mayoritariamente, contra el aborto, por el matrimonio entre personas de diferente sexo, así como la prioridad para la familia clásica, la lucha contra la trata de personas y el comercio sexual, la libertad de fe y una economía sostenible, que apueste por el espíritu emprendedor.

## Financiación
Como partido político europeo registrado, el partido tiene derecho a financiación pública europea, que ha recibido ininterrumpidamente desde su primera aplicación en 2010.
A continuación se muestra la evolución de la financiación pública europea recibida por el partido.
Importe (€)Financiación pública europea de los partidos políticos europeos0200.000400.000600.000800.0001.000.0002004200720102013201620192022Importes máximos de financiación públicaImportes de financiación pública efectivamente recibidos
De acuerdo con el Reglamento sobre los partidos políticos europeos y las fundaciones políticas europeas, el partido también recauda fondos privados para cofinanciar sus actividades. En 2025, los partidos europeos deben recaudar al menos el 10% de sus gastos reembolsables de fuentes privadas, mientras que el resto puede cubrirse con fondos públicos europeos.
A continuación se muestra la evolución de las contribuciones y donaciones recibidas por el partido.
Importe (€)Contribuciones recaudadas por los partidos políticos europeos10.00020.00030.00040.00050.00060.00020102013201620192022PPCE
Importe (€)Donaciones recaudadas por los partidos políticos europeos020.00040.00060.00080.000100.00020102013201620192022PPCE

## Miembros

### Partidos políticos
El Partido Político Cristiano Europeo cuenta con diecinueve partidos miembros de pleno derecho en nueve países de la Unión Europea y seis del resto de Europa. Además, forman parte un total de 28 asociaciones, como la Juventud Europea Político Cristiana, y personas a título individual como el eurodiputado Branislav Škripek de Eslovaquia.
| País         | Partido                                      | Eurodiputados |
| ------------ | -------------------------------------------- | ------------- |
| Alemania     | Partido de las Familias de Alemania          | 1/96          |
| Alemania     | Alianza C – Cristianos para Alemania         | 0/96          |
| Alemania     | Partido de Centro (Zentrum)                  | 1/96          |
| Armenia      | Unión Demócrata Cristiana (CDU)              |               |
| Bulgaria     | Coalición Cristiana Búlgara (BHK)            | 0/17          |
| Bulgaria     | Foro Democrático Cristiano                   | 0/17          |
| Croacia      | Crecimiento Croata (H-Rast)                  | 0/12          |
| España       | Contigo Más (MAS)                            |               |
| España       | Valores España (VES)                         |               |
| Estonia      | Partido de los Democristianos Estonios (EKD) | 0/7           |
| Georgia      | Movimiento Democristiano (KDM)               |               |
| Letonia      | Unión Democristiana (KDS)                    | 0/8           |
| Moldavia     | Partido Popular (KDS)                        |               |
| Países Bajos | Unión Cristiana (CU)                         | 1/29          |
| Países Bajos | Partido Político Reformado (SGP)             | 1/29          |
| Reino Unido  | Alianza de los Pueblos Cristianos (CPA)      |               |
| Rumania      | Unión de los Búlgaros del Banato (UBB)       | 0/33          |
| Serbia       | Alianza de los Rumanos de Serbia (ARDV)      |               |
| Suiza        | Partido Popular Evangélico (EVP)             |               |
| Ucrania      | Unión Democristiana (ХДС)                    | 0/73          |

### Miembros individuales
El partido también cuenta con varios miembros individuales, aunque, como la mayoría de los demás partidos europeos, no ha tratado de desarrollar una afiliación individual masiva.
A continuación se muestra la evolución de la afiliación individual al partido desde 2019.
Miembros individualesMiembros individuales de los partidos políticos europeos9121518212427201920202021202220232024PPE

## Instituciones europeas
| Organización      | Institución                                                | Representantes |
| ----------------- | ---------------------------------------------------------- | -------------- |
| Unión Europea     | Parlamento Europeo                                         | 4/720          |
| Unión Europea     | Comisión Europea                                           | 0/27           |
| Unión Europea     | Consejo Europeo (jefes de Gobierno)                        | 0/27           |
| Unión Europea     | Consejo de la Unión Europea (participación en el Gobierno) |                |
| Unión Europea     | Comité Europeo de las Regiones                             | 0/329          |
| Consejo de Europa | Asamblea Parlamentaria del Consejo de Europa               |                |